# J. D. Walsh
John Douglas Walsh (* 24. Dezember 1974 in Madison, Wisconsin) ist ein US-amerikanischer Schauspieler, Drehbuchautor, Produzent und Improvisations-Comedian. Am bekanntesten ist er für seine Rolle als Pizzabote "Gordon" in der Fernsehserie Two and a Half Men. Er schrieb, produzierte und inszenierte die Show Battleground, deren Pilotfolge von FOX finanziert wurde.

## Leben
Walsh gründete "Ultimative Improv", einen Improvisations-Comedy-Club, der sich in Westwood (Los Angeles) (Los Angeles, Kalifornien) befindet.
Im September 2008 machten er und seine Truppe eine Videoparodie von Les Misérables’ "One Day More" genannten "Les Misbarack", die ein Hit auf dem Videoportal YouTube wurde.
Walsh wirkte als Schauspieler, als Schriftsteller und als Co-Executive-Producer bei Fernsehshows und Filmen mit. Seine bemerkenswertesten Rollen sind "Mackey Nagle" bei Smart Guy und "Gordon" bei der TV-Serie Two and a Half Men.
Sein Projekt Battleground ging im Februar 2012 auf der Internet-Streaming-Website "Hulu" ins Netz.
Walsh lebt in Van Nuys, Kalifornien, mit seiner Frau Deirdre und seinen drei Kindern.

## Filmografie (Auswahl)

### Schauspieler
- 1997: St. Patrick’s Day
- 1997–1999: Smart Guy
- 1997: Safety Smart
- 1998: Breathing Room
- 1998–2002: Dharma & Greg (Fernsehserie, 5 Folgen)
- 2003: Bad Boys II
- 2004–2011: Two and a Half Men (Fernsehserie, 9 Folgen)
- 2004: Without a Trace – Spurlos verschwunden (Fernsehserie, S3xE05 Die amerikanische Göttin)
- 2007: iCarly (Fernsehserie, S3xE02 Ja, ich will)
- 2011: The Mentalist (Fernsehserie, S4E3 Hoffen und lügen)
- 2013: Bones – Die Knochenjägerin (Fernsehserie, S8E19 Schneller als der Weltuntergang)
- 2014: The Amazing Spider-Man 2: Rise of Electro (The Amazing Spider-Man 2)
- 2018: Navy CIS (Fernsehserie, S16E3 Abgelehnt)
- 2020: The Rookie (Fernsehserie, S2E17 Controll)
- 2023: All Rise – Die Richterin (Fernsehserie, 1 Folge)
- 2024:  Hacks (Fernsehserie, 1 Folge)
- 2024: Tulsa King (Fernsehserie, 2 Folgen)
- 2024: Young Sheldon (Fernsehserie, S7E5)

### Regisseur
- 2012: Battleground

### Produzent
- 2012: Battleground (Fernsehserie)